# Río Pilpilco
El río Pilpilco es un curso natural de agua que nace en las laderas occidentales de la cordillera de Nahuelbuta, al norte de la quebrada del río Hueramávida y fluye hacia el oeste hasta desembocar en el río Curanilahue.

## Historia
Francisco Astaburuaga escribió en 1899 en su obra póstuma Diccionario geográfico de la República de Chile sobre el río:
Pilpilco.-—Riachuelo del departamento de Lebu formado por derrames de la falda occidental de la cordillera de Nahuelvuta é inmediato al N. del nacimiento ó parte superior de la quebrada de Hueramávida. Baja hacia el O. y se une, después de corto curso, con el riachuelo de Curanilahue. Corre por terrenos que no carecen de interés para la agricultura. Significa agua del pilpil.